# Дунайська флотилія (Німеччина)
Німецька Дунайська флотилія  (нім. Donauflottille) — річкові військові сили Німеччини на Дунаї та його притоках, які брали участь у двох світових війнах.

## Німецькі річкові сили на Дунаї у Першій світовій війні 1914—1918 роках
Під час Першої світової війни Дунай набув найважливішого значення для Центральних держав; ріка протікала по території Німеччини, Австро-Угорщини і Болгарії (вступила у війну восени 1915 р.), що дозволяло — після розгрому Сербії — отримати водний транспортний шлях, що вів зокрема  і в Туреччину. Значення річки визначило хід бойових дій.
На Дунаї Австро-Угорщина мала сильну флотилію, у якій спочатку  серйозних супротивників не було (Болгарія і Румунія залишалися нейтральними, Сербія річкових сил не мала, Росія лише до кінця березня 1915 р. змогла створити імпровізовану флотилію з мобілізованих судів, що складалася з 14 пароплавів, 40 буксирів, 40 барж і 28 понтонів), тому німецьке морське командування приділяла мало уваги цьому річкового театру, залишивши союзнику ведення активних бойових дій. Однак, у більш пізній період війни на річці Німеччиною все ж були сформовані значні сили, підпорядкованим іншим зацікавленим відомствам.
Власну корабельну групу створило Командування залізничних перевезень (Feldeisenbahnshef, FECH), яка займалася перевезеннями і забезпечувала охорону мостів і безпеку навігації. Крім того, для збільшення тоннажу було створено спеціальне Центральне закупівельне товариство (Zentralen Einkaufs-Genossenschaft), що займалося закупівлею суден (в основному, буксирів) для служби на Дунаї. У 1916 р. морське командування все ж створило Дунайську напів-флотилію (Donau Halbflottille), озброївши колишні пароплави компанії «Баварський Ллойд» «Сава» і «Маріца».
Головну бойову силу Німеччини на Дунаї склали катери добровольчого корпусу бойових катерів (Freiwilliges Motorboot-Korps, з грудня 1916 р. перейменований в Kaiserliches Motorboot-Korps). 3 квітня 1916 р. катери корпусу, переведені на Дунай з інших річок, утворили німецьку Дунайську флотилію (Deutsche Donauflottille), вже 21 травня того ж року перейменовану в імператорську німецьку флотилію бойових катерів на Дунаї (Kaiserlich deutsche Motorbootsflottille auf der Donau), у вересні 1918 р. сили знову були перейменовані в командування сторожових катерів Дунайської флотилії (Kommando der Donauwachtbootsflottille). Добровольчий корпус був створений прусським військовим міністерством для підтримки дій армії на озерах, річках і прибережних водах і складався з різних приватних катерів, що діяли під командуванням колишнього морського офіцера.
Першою операцією, в якій довелося брати участь катерам добровольчого корпусу, було осінній наступ 1915 р. проти Сербії, організоване спільними силами Німеччини, Австро-Угорщини і Болгарії. 14 катерів повинні були забезпечувати переправу через Дунай частин 11-ї армії Гальвіца. Захоплення Белграду дозволив використовувати Дунай для постачання Османської імперії.
Активні бойові дії поновилися наприкінці серпня 1916 р. з вступом у війну Румунії. Спільно з Австро-Угорською Дунайською флотилією діяла найсильніша одиниця Добровольчого корпусу — бронекатер «Вайхзель». Зокрема, 29 вересня спільно з моніторами «Інн» і «Сава», канонерськими човнами «Віза», «Барш» і «Чука» бронекатер брав участь у набігу на румунський порт Корабія, де були обстріляні склади на залізничній станції, знищені або захоплені російські судна і баржі. По завершенні румунської кампанії до кінця року катери Добровольчого корпусу були залучені до патрулювання Дунаю на різних ділянках. Катери корпусу взяли участь в останніх боях на Дунаї. 10 листопада «Вайхзель» зробив марну спробу перешкодити переправі французької армії у Русе, після чого був отриманий наказ затопити всі німецькі суду: в середині дня, 11 листопада, «Вайхзель» був затоплений. Всього було затоплено 24 німецьких катери, 6 залишилися в Бреїлі.

## Історія 1938—1945 роки
Після аншлюсу Австрії в 1938 р. в Лінці була відтворена Дунайська флотилія, підпорядкована Командуванню військово-морських сил (Oberkommando der Kriegsmarine). Її основу склали колишні кораблі і катери австрійської флотилії, з яких найсильнішою одиницею був спочатку канонерський човен ще австро-угорської флотилії «Біраго» (фактично великий бронекатер). Для підвищення боєздатності флотилії були розроблені нові типи річкових кораблів: у 1938-39 рр. побудували 5 катерних тральщиків FHR за типом цивільного катера і 12 катерних тральщиків FR, були розпочаті будівництвом 6 річкових торпедних катерів (влітку 1939 р. вирішено добудувати їх за зміненим проектом бронекатери під новим позначенням PM), але з початком війни замовлення на їх спорудження був анульоване. А в 1939 р. німецька флотилія поповнилася одиницями ще й колишніх чехословацьких річкових сил (броньовані канонерський човен «Президент Масарик», нові мінні загороджувачі, кілька мінних катерів та інші судна). У такому імпровізованому складі німецька Дунайська флотилія вступила у війну.
Спочатку активні бойові дії в районі Дунаю не планувалися, і навесні 1940 р., флотилія «переїхала» на захід, де йшла підготовка до кампанії проти Бельгії, Голландії та Франції. У квітні 1941 р. флотилія знову засновано на Дунаї і перепорядковано адміралу на Південному Сході (Admiral Südost) та главі військово-морської місії в Румунії (Chef(з 5.4.1941 — Befehlshaber) der Deutschen Marinemission in Rumänien).
Восени, після початку радянської кампанії, сили Дунайської флотилії стали основою корабельного угруповання німців на Чорному морі, а 2 січня 1942 р. посаду голови військово-морської місії в Румунії була перейменована на посаду адмірала Чорного моря (Admiral Schwarzes Meer). З початком російської кампанії сили флотилії виконували два основні завдання: забезпечення перевезень нафти з румунських родовищ та постачання південного флангу німецьких армій.
Для здійснення перевезень Дунаєм та їх охорони були переведені по внутрішнім водним шляхами велика кількість суден, а також було організовано будівництво типових буксирів за надзвичайними програмами. До 1944 р. по Дунаю були переведені на Чорне море 6 підводних човнів, 30 торпедних катерів, 23 базові тральщики, 50 десантних барж, 26 мисливця за підводними човнами (проект на базі малого сейнера, т. н. Kriegsfischkutter), 84 баркаса, 113 каботажні судна, 40 наливних барж, 30 буксирів, два колісних пароплава, 2 криголама, 4 землечерпалки, 18 морехідних катерів загальною водотоннажністю 55 тис. тонн.
У червні 1943 р. флотилія (вірніше її корабельний склад) була переформована. Були створена для дій на  Чорному морі 30-та флотилія базових тральщиків (30. Räumbootsflottille) і 30-я ескортна флотилія (30. Geleitflottille); Група на Дунаї «Залізні ворота» (Die Gruppe auf der Donau Eisernes Tor) стала новою Дунайською флотилією.
Основним завданням Групи на Дунаї залишалося забезпечення внутрішніх перевезень. Реалізація цього завдання було ускладнено навесні 1944 р., коли союзна авіація розпочала кампанію по постановці мін на Дунаї. За відсутності засобів протидії магнітні міни були здатні паралізувати судноплавство по річці. Тому було прийнято рішення створити інспекцію з розмінування на Дунаї (Інспекторат Minenräumdienst Donau), командиром якої став капітан 1-го рангу Лаутеншлагер. Інспекція була підпорядкована безпосередньо командування морськими силами на півдні (Marinegruppenkommando Süd — у такий спосіб у липні 1941 р. був переформований штаб адмірала на південному сході).
Влітку 1944 р. було мобілізовано велику кількість пасажирських суден та буксирів, які переобладнали в тральні кораблі; суду, а також спеціальні літаки-тральщики почали боротьбу з мінною загрозою. Так само була налагоджена система спостереження. Ці заходи дозволили створити більш або менш ефективний захист судноплавства проти мінної загрози.
Поразка Румунії в серпні 1944 р. призвело до того, що на нижньому Дунаї виявилися відрізаними велика кількість кораблів і суден військово-морських сил Німеччини на Чорному морі. З'єднання кораблів очолив контр-адмірал Пауль-Віллі Зиєб, колишній управляючий суднобудівними підприємствами на Чорному морі. Він організував відступ вгору по Дунаю. На початку вересня з'єднання досягла Прахово нижче Залізних Воріт, які вже були зайняті радянськими військами. Тут були затоплені, за різними оцінками, 150—200 судів, а екіпажі і пасажири продовжили пробиватися до німецьких частин.
Незважаючи на значні втрати, Дунайська флотилія у верхній течії ріки  все ще мала значні сили і брала активну участь у боях з радянськими військами. У складі флотилії діяли торпедні катери S 86, S 89, S 92 і S 98 (призначалися для передачі Румунії, практично відразу були повернуті на північ), канонерські човни AT 912, AT 913, AT 914, AT 915, AT 916 і AT 917 (артилерійські пороми, спочатку планувалися для посилення чорноморського угрупування).
Основні сили флотилії були в останній раз перегруповані 1 січня 1945 р., коли були створені 1-я і 2-я Дунайські флотилії. Наступ радянських військ змушував річкові сили німців і угорців відходити далі вгору по Дунаю.
8 травня 1945 р. залишки німецько-угорських річкових сил капітулювали в Лінці перед американськими військами.

## Командувачі Дунайською флотилією
- Капітан 1-го рангу (Kpt.z.S.) Бютов (Bütow), 11.38 -11.39;
- Капітан 3-го рангу (KKpt.) Штуббендорф (Stubbendorff), 11.39 -07.41;
- Капітан 3-го рангу (KKpt.) Петцель (Petzel), 07.41 — 11.41;
- Капітан 3-го рангу (KKpt.) фон Хеллепарт (von Helleparth m.W. d.G. b.), 11.41 — 01.42;
- Капітан 2-го рангу (FKpt.) Бірнбаум (Birnbaum), 01.42 — 06.43;
- Капітан 3-го рангу (KKpt.) Мор (Mohr (Viktor)), 07.43 — 12.44;
- Командувач 1-ї флотилією капітан 3-го рангу (KKpt.) Зайферт (Зейферт (Kurt)), 01.45 — 8.05.45
- Командувач 2-ї флотилією капітан 2-го рангу (FKpt.) фон Хеллепарт (von Helleparth), 01.45 — 8.05.45

Інспектор мінно-тральной служби на Дунаї (підпорядковувався командувачу станції «Sud», з 01.45 — командувачу силами охорони)
- Капітан 1-го рангу (Kpt. z. S.) Лаутеншлагер (Lautenschlager), 04.44 — 8.05.45

Командувачі флотилією на озері Балатон
- Капітан-лейтенант (Kptlt.) Брауер (Brouwer), 08.44 — 11.44;
- Капітан-лейтенант (Kptlt.) Химштедт (Himstedt), 11.44 — 12.44;
- Капітан-лейтенант (Kptlt.) Зальден (Salden), 12.44 — 03.45

## Корабельний склад
| Складу Дунайської флотилії до початку Другої світової війни, осінь 1939 р. | Складу Дунайської флотилії до початку Другої світової війни, осінь 1939 р. |
| Канонерські човни                                                          | 2                                                                          |
| Мінні загороджувачі                                                        | 2                                                                          |
| Мінні катери                                                               | 2                                                                          |
| Катерні тральщики                                                          | 18                                                                         |
| Навчальне судно                                                            | 1                                                                          |
| -------------------------------------------------------------------------- | -------------------------------------------------------------------------- |

### 1914—1918 роки
Простежена доля тільки за період військової служби до кінця Першої світової війни.

#### Судноплавна група на Дунаї командування залізниць (FECH-Schiffahrtsgruppe Donau)
D I, 1915 р., 184 т. Включений до судноплавної групи на Дунаї в 1916 р. В листопаді 1918 р. захоплений сербохорватами.
D II, 1915 р., ок. 275 т. Вступив в дію судноплавної групи на Дунаї в 1916 р. В 1917 р. повернуто власнику і отримав ім'я Stauss.
D III, 1915 р., ок. 250 т. У квітні 1916 р. отримав ім'я Save. З 29 листопада 1916 р. у складі Дунайської напів-флотилії як сторожовий корабель (Wachschiff). З 1917 р. гідрографічне судно. У тому ж році повернуто власнику.
D IV, 1915 р., ок. 275 т. Включений до Судноплавної групи на Дунаї в 1916 р. З 29 листопада 1916 р. у складі Дунайської напів-флотилії як сторожовий корабель (Wachschiff) під ім'ям Maritza. З 1917 р. гідрографічне судно. 21 липня 1917 р. повернуто болгарам, отримав ім'я «Цар Фердинанд».
D V, 1916 р., ок. 480 т, б. Kronprinz Rupprecht von Bayern. Включений до судноплавної групи на Дунаї в 1917 р. Захоплений французами 12 листопада 1918 р. у Корабії.
Joachim (до 1913 г. Kurt), 1907 г., 175 т. З 1920 г. D VI. (?)
Deutschland, 1906 р. Включений до Дунайської сторожової флотилії командування 11-ї армії (Donau-wachflotille/AOK XI) в якості судна забезпечення. У листопаді 1918 р. захоплений сербохорватами.
Nora, 1913 р., 1242 т, колишній грецький буксир S. A. B. 43 (спочатку Fernic), затоплений румунами 27 серпня 1916 р. у Турну-Северин. Піднято в 1917 р., перебудований в плавучу майстерню (Werkstattschiff) та включений до судноплавної групи на Дунаї. Переданий румунам в листопаді 1918 р.
König Ludwig ІІІ, 1914 р., близько 680 т. Включений до судноплавної групи на Дунаї в 1917 р.
M 2, 1914 р., 680 т. Потоплений 27 серпня 1916 р. румунської артилерією у Кладово. Піднято в 1917 р. і включений до судноплавної групи на Дунаї.
Brandenburg?, 1914 р., ок. 45 т. Куплений військовою адміністрацією (Militärverwaltung) у 1914 р., використовувався в якості посильного судна (Verkehrsboot) на нижньому Дунаї.
Memel, 1900 р. Потоплений 27 серпня 1916 р. румунськими військами в Турну-Северин, в 1917 р. піднято і включено до складу судноплавної групи на Дунаї. У 1921 р. передано Румунії.